# Xevioso tuberculata
Xevioso tuberculata är en spindelart som först beskrevs av Lawrence 1939.  Xevioso tuberculata ingår i släktet Xevioso och familjen Phyxelididae. Inga underarter finns listade i Catalogue of Life.